# Halocladius vitripennis
Halocladius vitripennis är en tvåvingeart som först beskrevs av Johann Wilhelm Meigen 1818.  Halocladius vitripennis ingår i släktet Halocladius och familjen fjädermyggor.
Artens utbredningsområde är Québec. Inga underarter finns listade i Catalogue of Life.